# 藤田医科大学岡崎医療センター
藤田医科大学岡崎医療センター（ふじたいかだいがく おかざきいりょうセンター）は、愛知県岡崎市にある藤田医科大学の附属大学病院。2020年（令和2年）4月7日開院。岡崎市と幸田町の財政支援の下、「入院・手術に対応できる24時間365日体制の2次救急医療機関」として建設された。

## 沿革
JR東海道本線 / 愛知環状鉄道・愛知環状鉄道線 岡崎駅南西の占部川隣接地域は、駅の近くにありながら公共施設がほとんど整備されておらず、道路沿いのみ宅地化が進む傾向にあった。そこで、2010年（平成22年）3月25日に「岡崎駅南土地区画整理組合」が設立認可を受け発足。占部川改修事業の実施に併せて、41.17ヘクタールを事業区域とする土地区画整理事業が着手された。
一方で、岡崎市は一般病床の不足が懸案事項となっており、そのことが救急医療を初めとする急性期医療を困難な状況にしていた。2012年（平成24年）10月、「岡崎南部に総合医療センターを建設するために、岡崎市医師会と協議を進める」ことを選挙公約に掲げた前県議の内田康宏が岡崎市長に初当選。市と岡崎医師会は、医師会が所管する岡崎幸田医療懇話会において、西三河南部東医療圏（岡崎市、幸田町）に450床程度の病院が整備可能であることを確認。民間事業者が新病院の建設計画を市に相談した場合の対応について意見交換を行った。
2013年（平成25年）、豊明市の藤田保健衛生大学病院（現・藤田医科大学病院）の分院建設を考えていた藤田保健衛生大学（現・藤田医科大学）と、岡崎市・岡崎市医師会との協議が始まる。

### 大学病院の建設に関する協定

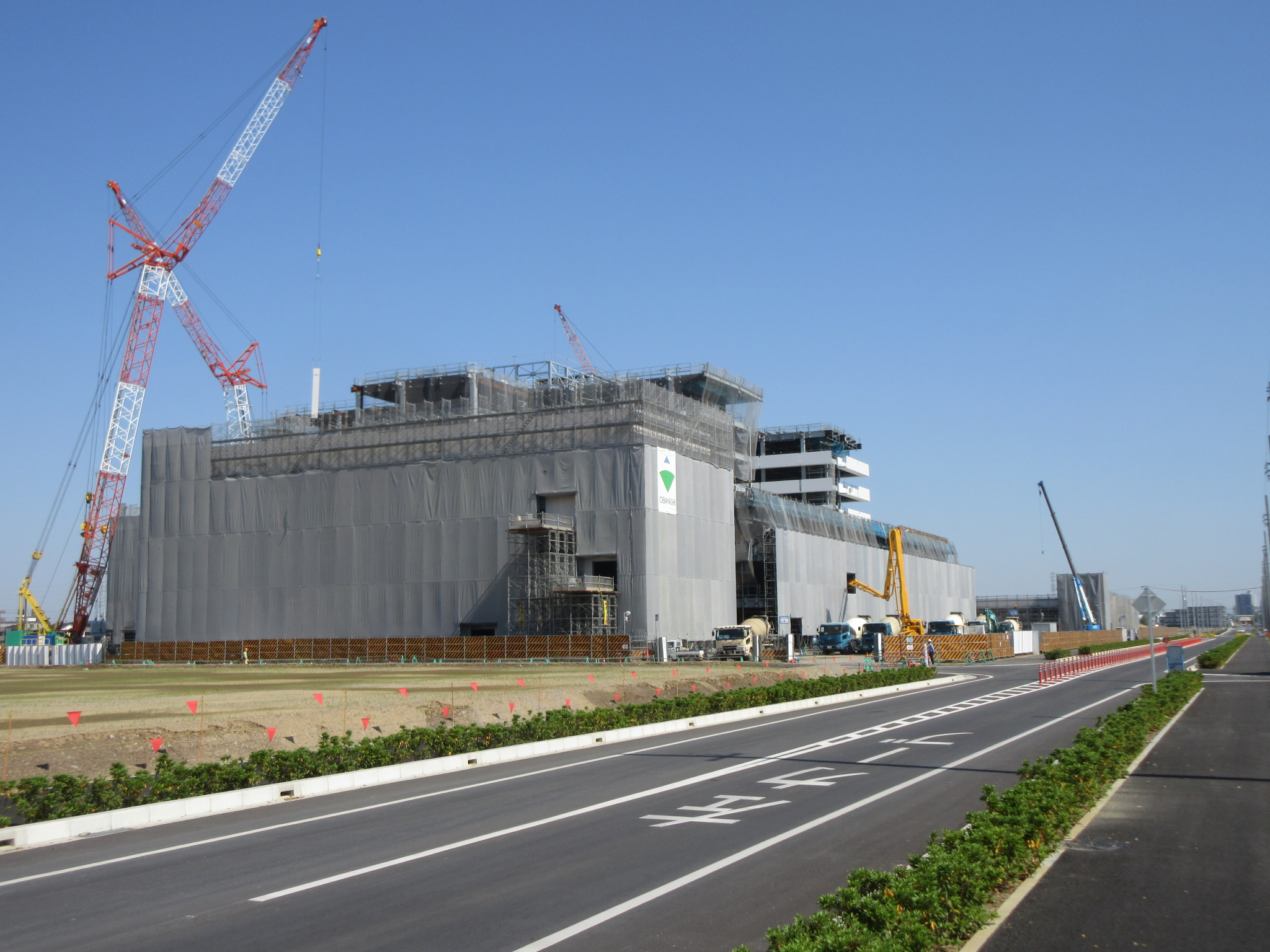
建設中の藤田医科大学岡崎医療センター（2019年（令和元年）5月撮影）

2014年（平成26年）5月29日、学校法人藤田学園は、岡崎駅南土地区画整理事業区域内の保留地の一つ、生活支援ゾーンA街区（約2.97ヘクタール）に、大学病院を開設することを発表。市および土地区画整理組合と建設に関する協定を結んだ。救急搬送を24時間態勢で受け入れ、入院や手術が必要な重症患者に対応した2次救急病院となるため、市北部の岡崎市民病院に集中している救急搬送受け入れの負担軽減につながると期待される。この時点では、建設用地約2.97ヘクタールは藤田学園が土地区画整理組合から約30億円で購入するとされていた。
2015年（平成27年）3月27日、建設用地は岡崎市が岡崎駅南土地区画整理組合から購入し、藤田学園に10年間無償で貸与することが定められた。同年4月、同組合は生活支援ゾーンB街区（約3ヘクタール）の事業予定者をユニー、C街区（約3ヘクタール）をDCMカーマ（現・DCM）に決定した。8月26日、大学病院整備に対する岡崎市の財政支援について、幸田町が経費の一部を負担することが定められた。
2016年（平成28年）12月21日、市議会定例会において、総事業費約200億円に対し財政支援の上限を岡崎市・幸田町あわせて50億円とする条例案が可決される。
2017年（平成29年）2月23日、新病院の概要および完成予想図が発表される。病院名が「藤田保健衛生大学 岡崎医療センター」に正式に決まる。同年7月25日、ユニーがB街区への出店を断念したことが明らかとなった。12月21日、市議会定例会において、建設用地を市が30億5,000万円で購入する議案が可決された。10年後の無償貸し付けが終了したときは、用地は市が購入した価格で藤田学園に譲渡される。12月27日、組合はB街区の新たな事業予定者として、伊藤忠商事を優先交渉権者に選定した。
2018年（平成30年）、A街区の軟弱地盤対策の造成工事が終了。同年4月1日、藤田学園への土地の無償貸し付けが開始。同年5月12日、病院工事の安全祈願際が行われる。設計は大林組とプランテック総合計画事務所。施工は大林組。病院側は同年1月から6月にかけて建設地で26種類の有害物質に関して自主調査を実施。一部の区画で鉛やヒ素、フッ素などが測定された。土壌汚染対策法の基準値に比べ、最大で10倍の測定量があった。
同年10月10日、藤田保健衛生大学は「藤田医科大学」に改称。
2019年（平成31年）3月11日、愛知県警察の加藤達也本部長は、岡崎警察署を岡崎駅南土地区画整理事業C街区へ移転する計画があることを明らかにした。敷地面積は約1ヘクタールの予定。
前述のヒ素、フッ素などの加工物の汚染土の除去費用が8億8,322万4,000円とあまりに高額だったため、藤田学園は「土地の隠れた瑕疵」に当たるとして岡崎市に早期の清算を求めた。市は「土地の売買が確定していない使用貸借中に発生した事案であり、貸主に瑕疵担保責任はない」と述べ、これを断り続けた。両者歩み寄りの結果、市は民法第595条に定める特別の必要費または有益費と解釈することで負担に踏み切った。そしてその条件として、使用貸借契約が終了する2028年（令和10年）に土地を譲渡をする売買契約が正式に交わされることとなった。
土壌処理費の総額10億6,196万4,000円のうち、市は8億8,322万4,000円を負担し、藤田学園は基準値の超過がなかった場合の土壌処理に要した費用として、1億7,874万円を負担する。2019年時点の土地の評価額は、市が組合から購入した時の30億5,000万円から3.9％上昇し、31億7,000万円と増えていたが、当初の予定どおり30億5,000万円で藤田学園が購入する。売買代金は、2019年度から2023年度までは各年1,000万円、2024年度から2026年度までは各年6億円、2027年度は12億円を各年度末までに納付し、計9年間で全額支払うものとする。土地の所有権は、全額納付が確認できた時点で藤田学園に移転する。これらを定めた議案は2019年（令和元年）12月20日の市議会定例会で可決された。

### 新型コロナウイルス感染症拡大への対応

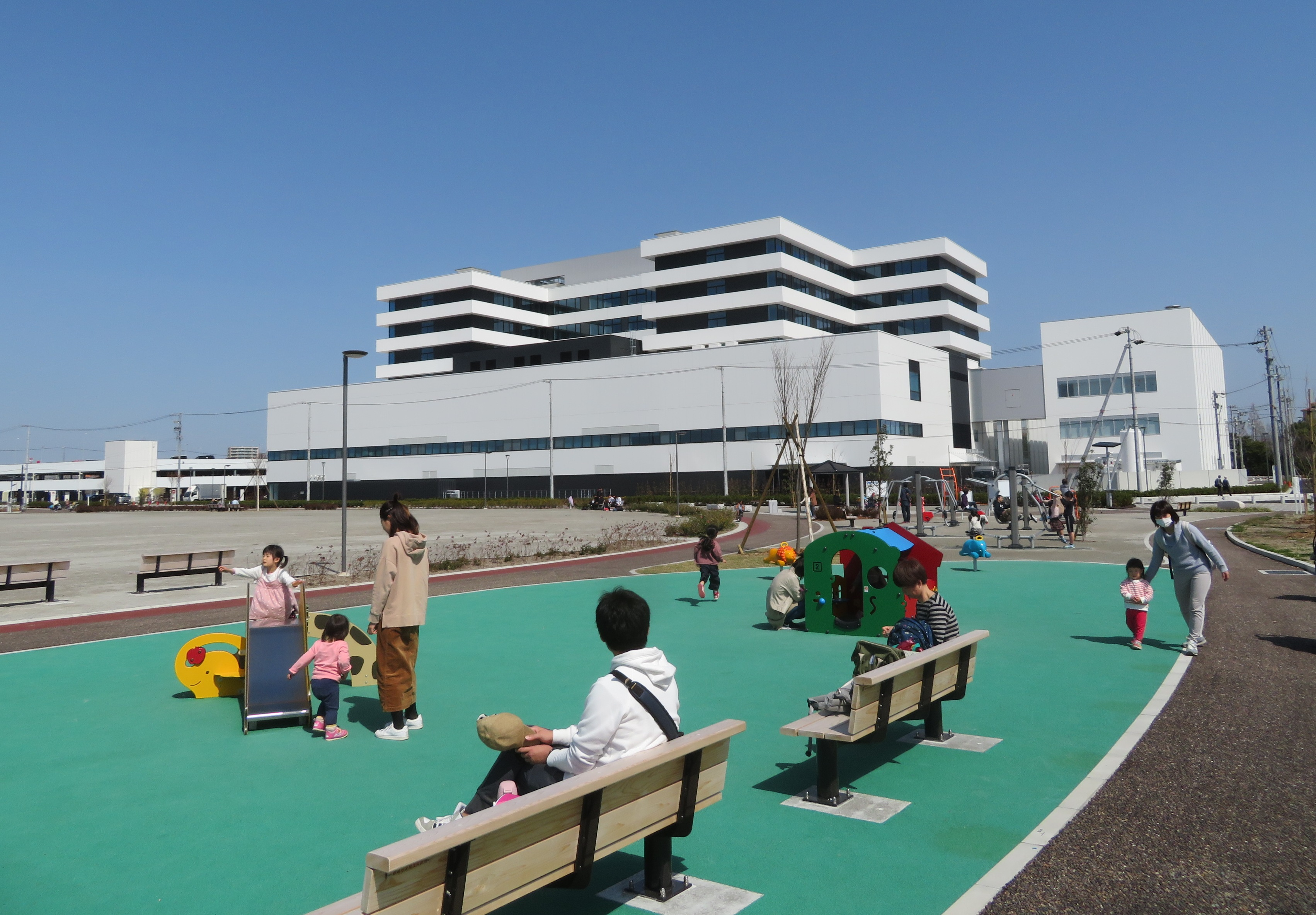
2020年（令和2年）3月16日にオープンした駅南中央公園

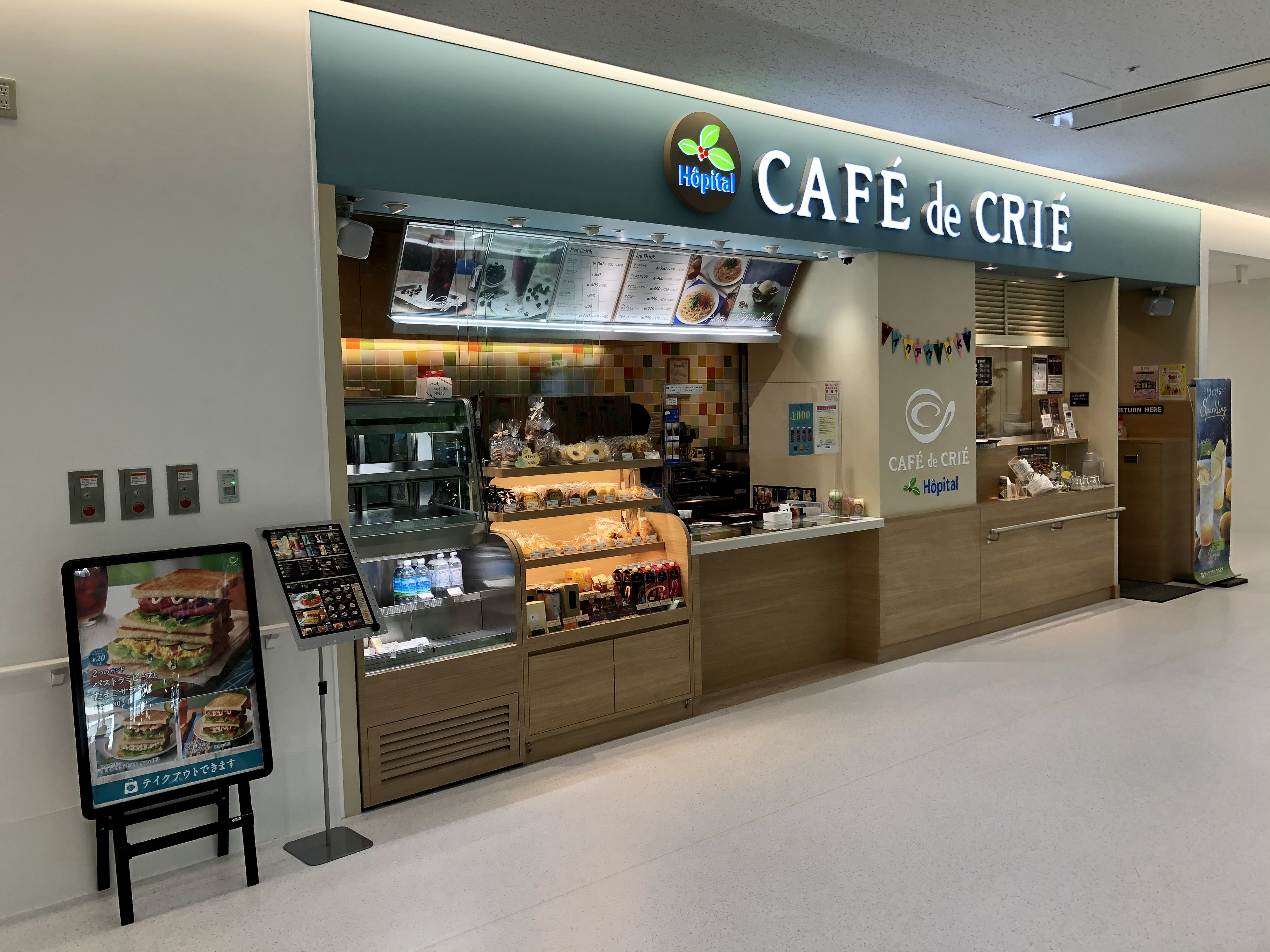
1階に入っているカフェ・ド・クリエ

2020年（令和2年）1月31日、建物が藤田学園に引き渡される。それから間もない2月3日、乗客2,666人と1,045人の乗務員、計3,711人が乗船していたダイヤモンド・プリンセス号が横浜港に帰港した。2月5日、船内で新型コロナウイルスの感染者が10人確認され、同日からクルーズ船に対して14日間の検疫が開始された。
船内感染者が450人を超え、感染者の受け入れ先確保が急がれる中、厚生労働省は2月16日、開院前で入院患者に感染させる心配がないことから、岡崎医療センターを受け入れ先に選び、乗員乗客の収容を要請。藤田学園は翌2月17日、無症状感染者と濃厚接触者の受け入れを決定した。受け入れは2月19日未明から同月26日まで行われた。当センターは医療機関の認可を受けていないため治療ができず、2月21日までに13人が肺炎の疑いなどで別の医療機関に搬送された。3月9日をもって、乗客乗員ら計128人の全員が退所した。
同年3月11日から専門医立ち会いの下、院内の消毒・清掃作業が約1週間かけて実施され、藤田学園は万全の体制を整えるため、当初4月1日としていた岡崎医療センターの開院日を4月7日に延期した。初代院長は藤田医科大学岡崎病院準備室長の守瀬善一が務め、医師や看護師ら医療スタッフは最大で約700人になる見通し。がん治療や救急医療が主力になる。休診日は日曜日、祝日、年末年始（12月29日～1月3日）。
同年3月16日、岡崎医療センターの西側に面積約2ヘクタールの駅南中央公園がオープンした。緊急輸送に対応するヘリポート兼用広場が設置されている。
同年7月1日、手術支援ロボット「ダ・ヴィンチ」を用いた肺と直腸、前立腺、腎臓の4種類のがん手術について、保険診療が適用された。

## 診療科目
- 救急科
- 循環器内科
- 消化器内科
- 呼吸器内科
- 内科
- 放射線科
- 外科
- 心臓血管外科
- 脳神経外科
- 整形外科
- 乳腺外科
- 呼吸器外科

- 婦人科
- 泌尿器科
- 小児科
- 皮膚科
- 腫瘍内科
- 眼科
- 耳鼻咽喉科
- リハビリテーション科
- 精神科
- 歯科
- 麻酔科
- 病理診断科

## 施設
- 構造：地上8階、鉄骨造
- 付属棟：エネルギーセンター、立体駐車場
- 建築面積：8,685m2（延床面積：37,663m2）
- 敷地面積：29,717m2

| 階    | 概要                                                                       |
| ----- | -------------------------------------------------------------------------- |
| 4～7F | 病室、スタッフステーション、デイルーム、カンファレンス                     |
| 3F    | 手術室、集中治療室、高度治療室、脳卒中集中治療室、中央材料室、医局・図書室 |
| 2F    | 食堂、講堂、リハビリテーション室、薬物治療室、薬剤室、検査室、事務室       |
| 1F    | 受付、外来、救急室、放射線治療室、検査室、内視鏡室、画像診断室             |

## 医療機関指定
出典
| 基幹型臨床研修病院                                                      | 救急病院                                       |
| 生活保護法による指定医療機関                                            | 労働者災害補償保険法による医療機関             |
| 被爆者一般疾病医療機関                                                  | 指定小児慢性特定疾病医療機関                   |
| 難病の患者に対する医療等に関する法律第14条第1項の規定による指定医療機関 | 結核指定医療機関                               |
| 愛知県B型C型肝炎患者医療給付事業指定医療機関                            | 肝がん・重度肝硬変治療研究促進事業指定医療機関 |
| 地域災害拠点病院                                                        | 地域医療支援病院、DPC対象病院                  |

## 交通アクセス
- JR東海道本線 / 愛知環状鉄道・愛知環状鉄道線 岡崎駅から名鉄バス岡崎医療センター線、または名鉄東部交通バス岡崎西尾線で約5分。
- JR東海道本線 / 愛知環状鉄道・愛知環状鉄道線 岡崎駅から徒歩で約18分程度。
- 名鉄名古屋本線 東岡崎駅からの場合、直通系統が存在しないためJR岡崎駅で乗り換えとなる。

## 関連病院・診療所
- 藤田医科大学病院
- 藤田医科大学ばんたね病院
- 藤田医科大学七栗記念病院
- 藤田医科大学中部国際空港診療所